# Marijskaja Lisa
Marijskaja Lisa (ros. Марийская Лиса) – wieś (sieło) w Rosji, w obwodzie kirowskim, w rejonie sanczurskim. W 2010 liczyła 100 mieszkańców, głównie Maryjczyków.